# Jochen Finke
Jochen Finke (* 3. August 1941 in Glogau, preußische Provinz Niederschlesien) ist ein deutscher Bühnenbildner.

## Leben und Wirken
Nach dem Abitur in Grimma, einer Landschaftsgärtnerlehre in Dresden, einem Praktikum als Theatermaler in Stralsund und einem abgebrochenen Studium der Gartenarchitektur in Berlin studierte Finke ab 1964 an der Hochschule für bildende und angewandte Kunst Berlin bei Heinrich Kilger und erwarb 1969 das Diplom im Fach Bühnenbild. Nach einem anschließenden zweijährigen Meisterschülerstudium an der Deutschen Akademie der Künste in Berlin bei Karl von Appen, einer ersten Bühnenbildarbeit am Berliner Ensemble und dem darauffolgenden Engagement war er ab 1971 am Deutschen Theater. Von 1980 bis 1992 war er Chefbühnenbildner der Berliner Volksbühne.
Neben seiner Arbeit in Berlin, u. a. mit den Regisseuren Adolf Dresen, Friedo Solter und Siegfried Höchst, waren es Christoph Schroth in Schwerin und Cottbus, Wolfgang Engel in Dresden und Wien, Peter Schweiger in St. Gallen und Joao Lourenco in Lissabon, für deren Inszenierungen Finke, meist in Zusammenarbeit mit Renée Hendrix-Finke (* 1949)  als Kostümbildnerin, die Bühnenräume entwarf.
Aus den Erfahrungen mit elementaren Gestaltungsvorgängen war seit 1974 parallel zu seiner Theaterarbeit eine umfangreiche Lehrtätigkeit entstanden.
1986 erhielt Finke den Goethepreis der Stadt Berlin und 1987 den Kritikerpreis der Berliner Zeitung. Er war bis 1990 Mitglied des Verbands Bildender Künstler der DDR.
Finke lebt in Berlin.

## Lehrtätigkeit
Von 1974 bis 1990 lehrte Finke "Entwurf/Raum" an der Fachschule für Werbung und Gestaltung Berlin, von 1977 bis 1979  "Gestalterische Grundlagen der Szenografie" an der Kunsthochschule Berlin und von 1983 bis 1989 "Szene und Raum" am Regie-Institut der Hochschule für Schauspielkunst Berlin. Zusammen mit Renée Hendrix leitete er 1985 ein Sommersemester für Szenografie an der Theaterhochschule Helsinki und von 1994 bis 2000 hatte er einen Lehrauftrag für "Bühnenbild" im Fachbereich Architektur der Brandenburgischen Technischen Universität Cottbus inne.

## Texte
- "Der Kaukasische Kreidekreis". Bildende Kunst. September 1971[1]
- "Der Spielraum". Theater der Zeit. Oktober 1976[2]
- "Verwandlungen". Theater der Zeit. April 1979[3]
- "Heinrich Kilger". Sonntag. März 1982[4]
- "Bestandsaufnahme". Theater der Zeit. September 1983[5]
- "Ins Bild gerückt". Theater der Zeit. Januar 1986[6]
- "Mahagonny in Portugal". Podium. Januar 1986[7]
- "Stichworte zum Bühnenbild". Theater der Zeit. Februar 1986[8]
- "Heinrich Kilger". Sonntag. März 1987[9]
- "Die Nibelungen". Bild und Szene. Henschelverlag 1988[10]
- "Plädoyer für den Bühnenbildner". Podium. Januar 1989[11]
- "Szenografie Volksbühne". OISTAT. Januar 1989[12]
- "Raum für Penthesilea". Katalog 27. Theatertreffen. Berliner Festspiele 1990[13]
- "Arbeit mit Engel". Regie im Theater. Fischerverlag 1991[14]
- "Weh steck ich in dem Kerker noch..." Der Regisseur Christoph Schroth. Theaterdokumentation/Akademie der Künste. Berlin 2003[15]

## Werke (Auswahl)
- 1966: Kabale und Liebe. Schiller. Kleist-Theater Frankfurt/Oder
- 1968: Der Kaukasische Kreidekreis. Brecht. Theater Zittau
- 1970: Kikeriki. O’Casey. Berliner Ensemble
- 1971: Kabale und Liebe. Schiller. DT Kammerspiele
- 1972: Juno und der Pfau. O’Casey. DT Kammerspiele
- 1975: Torquato Tasso. Goethe. Deutsches Theater Berlin
- 1976: Ein Sommernachtstraum. Shakespeare. Hans-Otto-Theater Potsdam
- 1977: Schwanensee. Tschaikowski. Komische Oper Berlin
- 1979: Faust. Erster und Zweiter Teil. Goethe. Staatstheater Schwerin
- 1981: Berlin Alexanderplatz. Döblin. Volksbühne Berlin
- 1983: Tinka. Braun. Berliner Ensemble
- 1984: Schluck und Jau. Hauptmann. Volksbühne Berlin
- 1984: Die Nibelungen. Hebbel. Staatsschauspiel Dresden
- 1984: Hedda Gabler. Ibsen. Volksbühne Berlin
- 1985: Mahagonny. Brecht/Weill. Teatro Nacional de Sao Carlos Lissabon
- 1985: Optimistische Tragödie. Wischnewski. Volksbühne Berlin
- 1986: Penthesilea. Kleist. Staatsschauspiel Dresden
- 1987: Der Meister und Margarita. Bulgakow. Volksbühne Berlin
- 1988: Warten auf Godot. Beckett. Volksbühne Berlin
- 1988: Romeo und Julia. Shakespeare. Teatro Aberto Lissabon
- 1989: Hamlet. Shakespeare. Volksbühne Berlin
- 1991: König Ottokars Glück und Ende. Grillparzer. Burgtheater Wien
- 1992: Der Kaufmann von Venedig. Shakespeare. Schauspiel Frankfurt/Main
- 1992: Quai West. Koltes. Volksbühne Berlin
- 1992: Die Dreigroschenoper. Brecht/Weill. Teatro Aberto Lissabon
- 1993: Othello. Shakespeare. Staatstheater Cottbus 1993
- 1993: Die Räuber. Schiller. Staatstheater Cottbus
- 1995: Der Weg nach Mekka. Fugard. Teatro Nacional D.Maria II Lissabon
- 1996: Amphitryon. Moliere. Staatstheater Cottbus
- 1996: Cosi fan tutte. Mozart. Theater St. Gallen
- 1996: Romeo und Julia. Prokofjew. Staatstheater Cottbus
- 1997: Warten auf Godot. Beckett. Staatstheater Cottbus
- 1997: Sweeney Todd. Sondheim. Teatro Nacional D.Maria II Lissabon
- 1998: Der Kaukasische Kreidekreis. Brecht. Staatstheater Cottbus
- 1998: La Clemenza di Tito. Mozart. Theater St. Gallen
- 1999: Clavigo. Goethe. Staatstheater Cottbus
- 2000: Madame Butterfly. Puccini. Staatstheater Cottbus
- 2000: Teofane. Lotti. Theater St. Gallen
- 2000: Effi Briest. Fontane. Staatstheater Cottbus
- 2001: Der zerbrochne Krug. Kleist. Theater St. Gallen
- 2001: Prinz Friedrich von Homburg. Kleist. Staatstheater Cottbus
- 2001: Nathan der Weise. Lessing. Staatstheater Cottbus
- 2002: Peer Gynt. Ibsen. Teatro Aberto Lissabon
- 2002: Tosca. Puccini. Staatstheater Cottbus
- 2002: Dantons Tod. Büchner. Theater St. Gallen
- 2003: Penthesilea. Schoeck. Kleist-Forum Frankfurt/Oder
- 2004: Das Käthchen von Heilbronn. Kleist. Staatstheater Cottbus
- 2004: Die Nibelungen. Hebbel. Theater St. Gallen
- 2006: Die Nase. Schostakowitsch. Teatro Nacional de Sao Carlos Lissabon
- 2006: Das Käthchen von Heilbronn. Kleist. Landestheater Neustrelitz
- 2007: Sweeney Todd. Sondheim. Teatro Aberto Lissabon
- 2008: Faust. Goethe. Staatstheater Cottbus
- 2009: Amphitryon. Kleist. Schauspielhaus Neubrandenburg
- 2010: Kabale und Liebe. Schiller. Schauspielhaus Neubrandenburg

## Museen und öffentliche Sammlungen mit Werken Finkes (unvollständig)
- Berlin: Stadtmuseum Berlin
- Berlin: Akademie der Künste
- Erkner: Gerhart-Hauptmann-Museum
- Frankfurt/Oder: Kleist-Museum
- Weimar: Schillerhaus

## Bilder

Johann Wolfgang, Goethe Faust (2008)
Stephen Sondheim, Sweeney Todd (2007)
Dmitri Schostakowitsch, Die Nase (2006)
Henrik Ibsen, Peer Gynt (2002)
Heinrich von Kleist, Der zerbrochne Krug (2001)
Wolfgang Amadeus Mozart, La Clemenza die Tito (1998)
Bertolt Brecht Aufstieg und Fall der Stadt Mahagonny (1985)
Wsewolod Wischnewski, Optimistische Tragödie (1985)
Gerhart Hauptmann, Schluck und Jau (1984)

## Ausstellungen (unvollständig)

### Einzelausstellungen
- 1979 und 1986: Berlin

### Teilnahme an Gruppenausstellungen
- 1977/1978 und 1987/1988: Dresden, VIII. und X. Kunstausstellung der DDR
- 1987: Potsdam („Heinrich Kilger und seine Schüler“)
- 1990: Berlin, Kunstforum der Grundkredit-Bank („Bühnenbildner aus der DDR“)